# Aeroporto de Carajás
O Aeroporto de Parauapebas/Carajás (IATA: CKS, ICAO: SBCJ) está situado no município de Parauapebas, sudeste do Pará. Está situado na Rodovia Estadual PA-275.
O aeroporto opera voos semanais para Belo Horizonte (Confins) pela Gol e pela Azul Linhas Aereas, além de alguns voos semanais para Belém com a Gol e Azul e voos semanais para Marabá somente pela Azul.

## Histórico
O Aeroporto de Carajás foi construído pela Companhia Vale do Rio Doce (CVRD) em 1981, homologado pela Portaria n.° 164/SOP, de 23 de setembro de 1982, e transferido para o Ministério da Aeronáutica, atual Comando da Aeronáutica, em 12 de março de 1985. Foi absorvido pela Infraero em 5 de março de 1985. Atualmente, é gerenciado pelo superintendente Sr. Paulo.
É um dos 24 aeroportos do Estado do Pará, que estão incluídos no PDAR - Plano de Desenvolvimento da Aviação Regional, do Governo Federal.

## Acidente

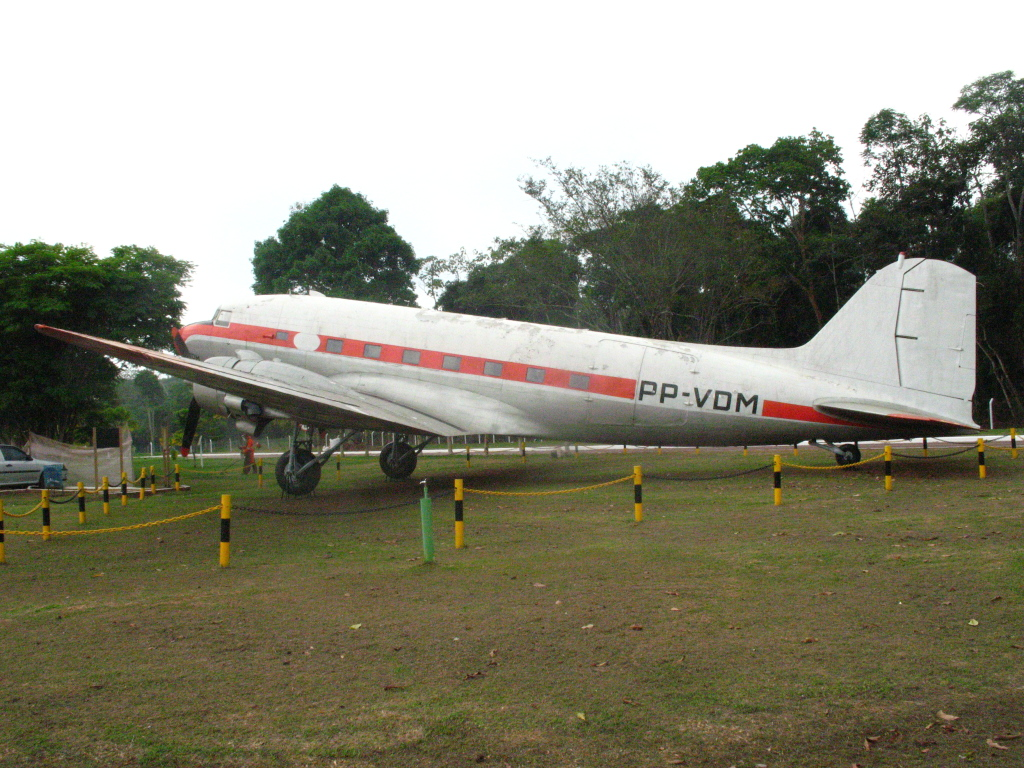
Aeronave Douglas na entrada do Aeroporto de Carajás

Em 1997, o voo 265 da Varig, saiu de Belém com destino à Brasília, com escalas em Carajás e Marabá, às 12:30 horário de Brasília, o pouso em Carajás aconteceu. Porém, como chovia muito, o boeing 737-200, prefixo PPCJO saiu da pista e bateu em árvores, causando a morte do copiloto. O acidente foi noticiado no Jornal Nacional, da Rede Globo, no ano de 1997.